# Нільтава рудочерева
Нільтава рудочерева (Niltava sundara) — вид горобцеподібних птахів родини мухоловкових (Muscicapidae). Мешкає в Гімалаях і Південно-Східній Азії.

## Опис
Довжина птаха становить 15-18 см, вага 19-24 г. У самців верхня частина тіла темно-синя, горло і щоки чорні, тім'я, крила і хвіст яскраво-сині, нижня частина тіла яскраво-руда. Самиці мають непримітне, коричнювате забарвлення, на грудях у них є білий "комірець".

## Підвиди
Виділяють три підвиди:
- N. s. whistleri Ticehurst, 1926 — північно-західні Гімалаї;
- N. s. sundara Hodgson, 1837 — від центральних і східних Гімалаїв до південно-східного Китаю і центральної М'янми;
- N. s. denotata Bangs & Phillips, JC, 1914 — південний Китай і східна М'янма.

## Поширення і екологія
Рудочереві нільтави поширені від північного Пакистану до північного В'єтнаму. Взимку гімалайські популяції мігрують в долини. Рудочереві нільтави живуть у гірських і рівнинних вологих тропічних лісах.

## Поведінка
Рудочереві нільтави живуть поодинці або парами, іноді приєднуються до змішаних знграй птахів. Вони є переважно комахоїдними, іноді споживають дрібні плоди. Шукають здобич в густому підліску.